# Daniil Anatoljewitsch Gridnew
Daniil Anatoljewitsch Gridnew (russisch Даниил Анатольевич Гриднев, wiss. Transliteration Daniil Anatol'evič Gridnev; * 2. Februar 1986 in Woronesch) ist ein ehemaliger russischer Fußballspieler.

## Sportlicher Werdegang
Gridnew begann mit dem Vereinsfußball bei Energia Woronesch und wechselte 2004 in die Nachwuchsakademie des VfB Stuttgart, wo er in der A-Junioren-Bundesliga zum Einsatz kam. Am Ende der Spielzeit 2004/05 erreichte er mit der Mannschaft das Finalspiel um die deutsche Meisterschaft, in dem er an der Seite von Andreas Beck, David Pisot, Serdar Taşçı und Bernd Nehrig spielend nach einem Treffer von Ádám Szalai durch einen 1:0-Erfolg über den VfL Bochum den Titel gewann.
Gridnew kehrte 2005 nach Russland zurück, wo der Mittelfeldspieler in der Folge für den Zweitligisten FK Fakel Woronesch in der 1. Division spielte. Nach dem Abstieg am Ende der Spielzeit 2006 wechselte er zum Zweitligisten Anschi Machatschkala. Dort wurde er in der Spielzeit 2009 Zweitligameister, verließ aber kurz vor Beginn der folgenden Spielzeit den Klub und wechselte zum Erstligakonkurrenten Krylja Sowetow Samara. Nach einem einjährigen, mit dem Abstieg endenden Aufenthalt beim Erstligisten Spartak Naltschik folgten Stationen bei Schinnik Jaroslawl, Wolgar Astrachan, FK Lutsch Wladiwostok und FK Neftechimik Nischnekamsk in der zweiten russischen Spielklasse. Im Sommer 2014 kehrte er zu Schinnik Jaroslawl zurück, ein Jahr später zum FK Fakel Woronesch. Später spielte er erneut für den FK Lutsch Wladiwostok, ehe er ab Juli 2017 für Torpedo Moskau auflief. 2018 kehrte er zum mittlerweile drittklassig spielenden FK Neftechimik Nischnekamsk zurück, mit dem er Drittligameister wurde. Beim FK SKA Rostow ließ er seine Karriere ausklingen, in der er 38 Erstliga- und über 250 Zweitligaspiele bestritten hatte und dabei zehn Tore erzielen konnte.